# Mišje uho
Mišje uho (pupanka, modrica, lat. Omphalodes), rod trajnica iz porodice boražinovki raširen u srednjoj i južnoj Europi, obično po šumama na vlažnim mjestima.Postoji 12 vrsta.
Mišje uho ima horizontalan podanak dug 20 do 40 cm, stabljiku uspravnu visoku do najviše 20 cm, prizemne široke ovalne listove duge 15 i široke 8 cm, koji se nalaze na peteljci dugoj 12 cm. Cvijet je plave boje, dvospolan, uzgaja se zbog ljepote po cvjetnjacima. Plod je kalavac s 4 dlakava plodića širine 2 do 4 mm.
Ime roda dolazi iz grčkog omphalos (pupak), zbog oblika sjemenki, pa se rod u hrvatskom naziva i pupanka.
U Hrvatskoj raste proljetno mišje uho (Omphalodes verna), druga vrsta za koju se smatrala da pripada ovom rodu a raste u Hrvatskoj je lopatolistna modrica, Memoremea scorpioides; sinonim joj je Omphalodes scorpioides.

## Vrste
1. Omphalodes cappadocica (Willd.) DC.
2. Omphalodes caucasica Brand
3. Omphalodes davisiana Kit Tan & Sorger
4. Omphalodes heterophylla Rech.fil. & Riedl
5. Omphalodes kusnezowii Kolak.
6. Omphalodes luciliae Boiss.
7. Omphalodes nedimeae Aykurt & Sümbül
8. Omphalodes nitida (Willd.) Hoffmanns. & Link
9. Omphalodes ripleyana Davis
10. Omphalodes runemarkii Strid & Kit Tan
11. Omphalodes rupestris Rupr. ex Boiss.
12. Omphalodes verna Moench

## Vanjske poveznice
|  | Zajednički poslužitelj ima još gradiva o temi Omphalodes |
|  | Wikivrste imaju podatke o taksonu Omphalodes             |